# Grand Prix de Noël
Le Grand Prix de Noël est une ancienne compétition de cyclisme sur piste, avec deux formats différents vitesse et demi-fond, à partir de 1924, organisée annuellement, le 25 décembre, au premier vélodrome d'hiver puis au second, pour fêter Noël.
Le Grand Prix de vitesse est supprimé en 1934.

## Palmarès

### Vitesse
| Année          | Vainqueur            | Deuxième           | Troisième          |
| -------------- | -------------------- | ------------------ | ------------------ |
| 1905           |                      |                    |                    |
| 1906           |                      |                    |                    |
| 1907,          | Émile Friol          | Henri Mayer        | Léon Hourlier      |
| 1908,          | Charles Van Den Born | Henri Mayer        | Willy Bader        |
| 1909           |                      |                    |                    |
| 1910           | Marcel Dupuy         | Victor Dupré       | Julien Pouchois    |
| 1911           | Victor Dupré         |                    |                    |
| 1912           |                      |                    |                    |
| 1913           |                      |                    |                    |
| 1914           |                      |                    |                    |
| 1915           |                      |                    |                    |
| 1916           | Thorvald Ellegaard   | Alfred Beyl        | Julien Pouchois    |
| 1917           | Marcel Dupuy         | Julien Pouchois    | Thorvald Ellegaard |
| 1918           |                      |                    |                    |
| 1919           |                      |                    |                    |
| 1920           |                      |                    |                    |
| 1921           | Ernest Kauffmann     | Gabriel Poulain    | Piet Moeskops      |
| 1922           | Piet Moeskops        | Ernest Kauffmann   | Gabriel Poulain    |
| 1923           | Gerard Leene         | Cesare Moretti     | William Bailey     |
| 1924           | Lucien Michard       | Aloïs De Graeve    | Ernest Kauffmann   |
| 1925           | Lucien Michard       | Aloïs De Graeve    | Jean Cugnot        |
| 1926,          | Lucien Michard       | Avanti Martinetti  | Lucien Faucheux    |
| 1927           | Piet Moeskops        | Lucien Faucheux    | Lucien Michard     |
| 1928           | Lucien Faucheux      | Lucien Michard     | Cesare Moretti     |
| 1929,          | Lucien Michard       | Ernest Kauffmann   | Jacques Arlet      |
| 1930,          | Lucien Faucheux      | Ernest Kauffmann   | Lucien Michard     |
| 1931,          | Louis Gérardin       | Lucien Michard     | Jef Scherens       |
| 1932,          | Lucien Michard       | Willy Falck Hansen | Jef Scherens       |
| 1933,          | Jef Scherens         | Louis Gérardin     | Willie Honeman     |
| 1951 (amateur) | André Beyney         | Charles Prigent    | Le Bot             |
|                |                      |                    |                    |

### Demi-fond

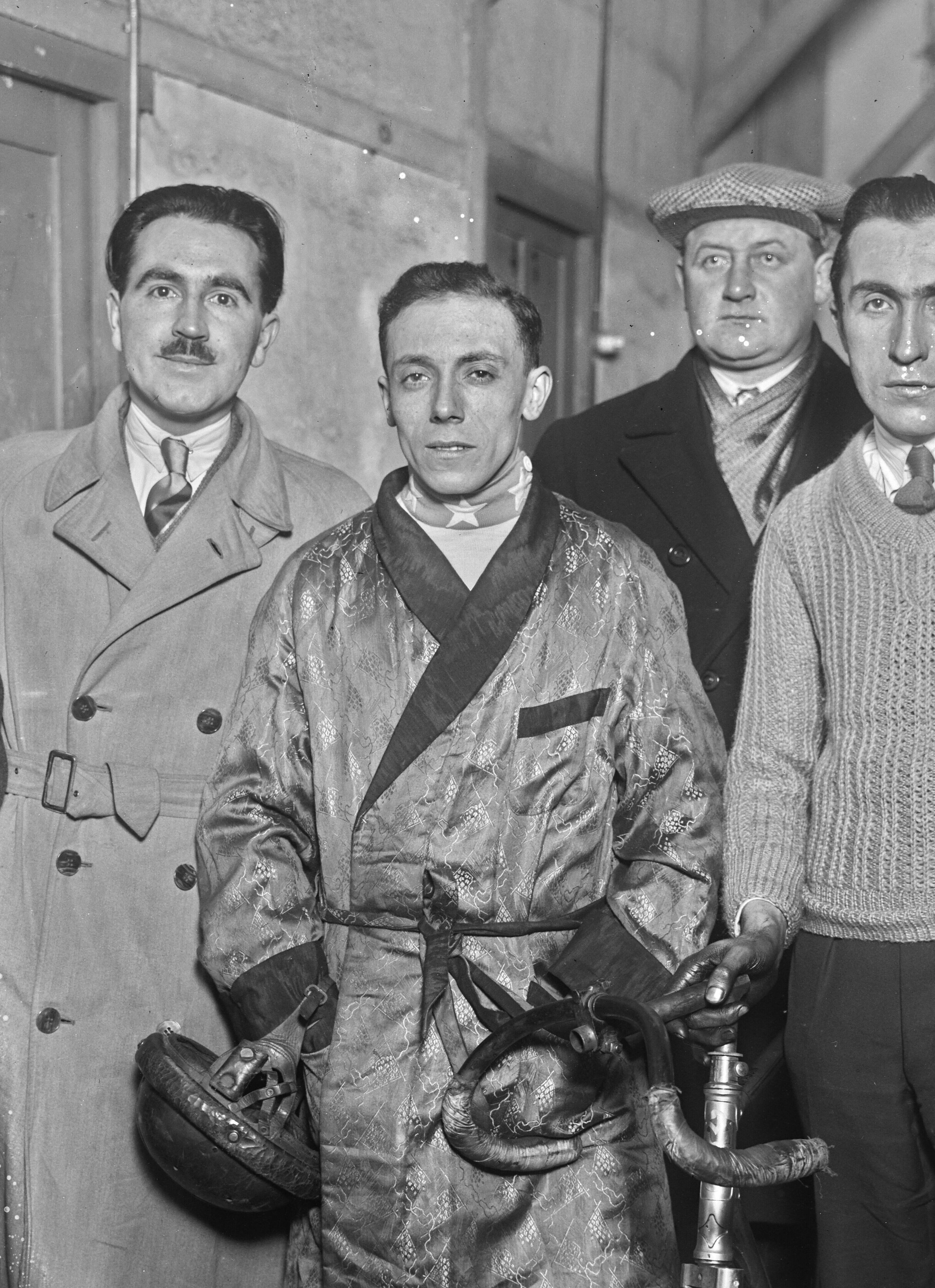
Robert Grassin vainqueur du Grand Prix de Noël de demi-fond 1926

| Année                  | Vainqueur          | Deuxième          | Troisième         |
| ---------------------- | ------------------ | ----------------- | ----------------- |
| 1924                   | Robert Grassin     | Victor Linart     | Georges Sérès     |
| 1925                   | Gustave Ganay      | Victor Linart     | Jean Aerts        |
| 1926,                  | Robert Grassin     | Pierre Sergent    | Charles Jaeger    |
| 1927                   | Henri Sausin       | Robert Grassin    | Léon Parisot      |
| 1928                   | Robert Grassin     | Charles Jaeger    | Victor Linart     |
| 1929,                  | Robert Grassin     | Georges Paillard  | Victor Linart     |
| 1930,                  | Robert Grassin     | Charles Jaeger    | Charles Lacquehay |
| 1931                   | Georges Paillard   | Charles Lacquehay | Robert Grassin    |
| 1932,                  | Erich Möller       | Robert Grassin    | Charles Lacquehay |
| 1933,                  | Erich Möller       | Charles Lacquehay | Robert Grassin    |
| 1935,                  | Alexis Blanc-Garin | Robert Grassin    | Jan Pijnenburg    |
| 1935 (derrière tandem) | Jean Maréchal      | Paul Broccardo    | Avanti Martinetti |
| 1941                   |                    | Louis Minardi     |                   |
| 1942                   | Jacques Besson     | Louis Minardi     | Robert Oubron     |
| 1951                   | Chardon            |                   |                   |
|                        |                    |                   |                   |

### Autres formats
| Année         | Vainqueur     | Deuxième        | Troisième      |
| ------------- | ------------- | --------------- | -------------- |
| 1931 (omnium) | Henri Lemoine | Piet van Kempen | Emil Richli    |
| 1935 (omnium) | Jan van Hout  | Maurice Richard | Ernest Terreau |
|               |               |                 |                |